# Ron Logan
Ron Logan (Leavenworth, Kansas, 9 de febrero de 1938-Orlando, 30 de agosto de 2022) fue un empresario estadounidense. Vicepresidente y productor ejecutivo de Walt Disney Entertainment. Ha sido reconocido por la creación y selección de todas las producciones en vivo para "The Walt Disney Company", incluyendo: Disneylandia, Disney World, Tokyo Disney, Disneyland Paris, el Instituto Disney, Disney Business Productions, las líneas de cruceros Disney, Disney Entertainment Productions y Walt Disney Entertainment Worldwide.
Fue vicepresidente ejecutivo del Grupo de Eventos Especiales Walt Disney, fundador y primer presidente de Disney Theatrical Productions, marca bajo la cual se llevaron las primeras versiones de Disney a Broadway.

## Estudios
Logan tenía títulos en música y un máster en educación musical por la Universidad de California en Los Ángeles (UCLA). Era miembro fundador de la International Foundation for Jazz Institute of classical music, además de ser miembro del consejo corporativo establecido en apoyo de la Asociación de Educadores de Jazz, también conocida como la International Association of Jazz Educators (IAJE). También era miembro del consejo de la Orlando Repertory Theatre (UCF), estuvo en el Consejo de Directores para the Famous People Players (Canadá) y el Teatro Internacional en Long Beach, California. Fue profesor asociado en la Universidad de Florida Central, Rosen College of Hospitality Management y vicepresidente de Eventos Especiales para la misma universidad.
Trabajó como profesor de secundaria y universidad, director de orquesta y profesional de la industria de la música. Durante su niñez, también estudió trompeta, violín, piano y danza mientras residía en Leavenworth, Kansas. Comenzó a actuar profesionalmente cuando estaba en la escuela secundaria. Ha tocado como trompetista y cantado en grabaciones de discos, televisión, películas y con bandas de renombre en salones a través de todos los Estados Unidos.
Es autor del libro Walt Disney Entertainment- Una mirada retrospectiva, una fuente documental sobre la evolución de Walt Disney Entertainment desde 1955 hasta el año 2000.

## Premio Leyendas de Disney para Parques y Resorts
El 10 de octubre de 2007, en los Estudios Walt Disney en Burbank, California, Ron Logan fue premiado con el trofeo Leyendas de Disney para Parques y Resorts. Este premio es solamente asignado a aquellos individuos que han hecho un impacto significativo dentro de las empresas Disney a través de los años.

## Espectáculos que produjo
Empezó su carrera en el parque Disneyland de Anaheim, California, en los años 60 como ejecutante de la trompeta. Produjo muchos de los espectáculos para todos sus parques como:
- La Bella y La Bestia en escena! - Disney's Hollywood Studios - Walt Disney World Resort Florida
- La Bella y la Bestia en Broadway - Broadway in New York (First President & Founder of Disney Theatrical Productions)
- El Jorobado de Nuestra Señora de París - Una Aventura Musical- Disney's Hollywood Studios - Walt Disney World Resort, Florida
- El Viaje de la Sirenita- Disney's Hollywood Studios - Walt Disney World Resort, Florida
- El espectáculo del oeste de Buffalo Bill- Disney Village at the Disneyland Resort Paris in France
- Desfile Disney ImagiNations - Disneyland Park, Paris at the Disneyland Resort Paris, France (antiguo EuroDisney)
- Kaleidoscopio - Epcot, Disney World Resort, Florida
- Sorpresas en los cielos - Epcot en el Walt Disney World Resort, Florida
- Hechicería en los Cielos - Disney's Hollywood Studios - Walt Disney World Resort, Florida
- Fantasmic! - Disneyland Park, Disneyland Resort, California
- Fantasmic! - Disney's Hollywood Studios - Disney World Resort, Florida
- Festival de El Rey León - Disney's Animal Kingdom Park en Disney World, Florida
- Festival del Rey León- Disneyland de Hong Kong, China
- La Leyenda del Rey León- Parque Magic Kingdom en Disney World, Florida
- IllumiNations: Reflecciones de la tierra - Epcot, Disney World, Florida
- Tapete de las Naciones - Epcot, Disney World, Florida
- Tapete de Naciones- Super Bowl XXXIV Show de Medio Tiempo - Georgia Dome, Georgia
- Apertura de los X Juegos Panamericanos - Indy Speedway, Indiana
- Fantasía Laser Fónica - Epcot, Disney World, Florida
- Disney Fest - Asia
- Disney Carnival - Parque Tokyo Disneyland, Japan
- Desfile del Rey León- Parque Disneyland, California
- SpectroMagic - Parque Reino Mágico en Disney World, Florida
- Desfile Eléctrico en Disneyland Tokyo, Japan
- Fantillusion - Tokyo Disneyland, Japan
- Moteurs... Action! Stunt Show Spectacular - Walt Disney Studios Park - Disneyland París, France
- Lights, Motores, Acción! Extreme Stunt Show - Disney's Hollywood Studios - Disney World Resort, Florida
- Epcot Center, Gran Ceremonia de apertura- Epcot - Disney World Resort, Florida
- Disney-MGM Studios, Gran Ceremonia de Apertura - Disney-MGM Studios - Disney World, Florida
- Caravana Real de Aladino- Disney's Hollywood Studios - Disney World, Florida
- Ceremonia de Apertura del Disney's Animal Kingdom- Disney's Animal Kingdom - Disney World, Florida